# José Meléndez Mayorga
José Daniel Meléndez Mayorga (n. Calabozo o Zaraza,, Guárico; 19 de mayo de 1993) es un atleta venezolano.
Él compitió en los relevos 4 × 400 m en los Juegos Olímpicos de 2012  y en la misma disciplina en los Juegos Olímpicos de 2016.

## Marcas personales
- 200 m: 20.94 (wind: +1.1 m/s) –  Barquisimeto, 25 de agosto de 2012
- 400 m: 45.82 –  Moscú, 11 de agosto de 2013

## Palmarés
| Fecha | Competición                | Sede                | Resultado | Disciplina | Tiempo        |
| ----- | -------------------------- | ------------------- | --------- | ---------- | ------------- |
| 2012  | Campeonato Iberoamericano  | Barquisimeto        | 2º        | 4 × 400 m  | 3 min 01 s 70 |
| 2013  | Campeonato Sudamericano    | Cartagena de Indias | 1.er      | 400 m      | 46 s 31       |
| 2013  | Campeonato Sudamericano    | Cartagena de Indias | 1.er      | 4 × 400 m  | 3 min 03 s 64 |
| 2014  | Juegos Suramericanos       | Santiago de Chile   | 2º        | 4 × 400 m  | 3 min 04 s 17 |
| 2014  | Relevos Mundiales          | Nassau              | 6º        | 4 × 400 m  | 3 min 01 s 44 |
| 2015  | Juegos Mundiales Militares | Mungyeong           | 3º        | 4 × 400 m  | 3 min 04 s 10 |